# ATP-seizoen 1990
Het ATP-seizoen in 1990 bestond uit de internationale tennistoernooien, die door de ATP en ITF werden georganiseerd in het kalenderjaar 1990.
Het speelschema omvatte:
- 77 ATP-toernooien, bestaande uit de categorieën:
  - ATP Mercedes-Benz Super 9: 9
  - ATP Championship Series: 12
  - ATP World Series: 53
  - Eindejaarstoernooi: 2 (eindejaarstoernooi voor de 8 beste tennissers/dubbelteams)
  - World Team Cup: landenteamtoernooi, geen ATP-punten.
- 7 ITF-toernooien, bestaande uit de:
  - 4 grandslamtoernooien;
  - Grand Slam Cup; eindejaarstoernooi voor de 16 beste tennissers van de grandslamtoernooien
  - Davis Cup: landenteamtoernooi;
  - Hopman Cup: landenteamtoernooi voor gemengde tenniskoppels, geen ATP-punten.

In de onderstaande tabellen staat het overzicht van de ATP-toernooien, aangevuld met de grand slams en teamwedstrijden die niet door de ATP maar door de ITF worden georganiseerd.

## Legenda
| Grand Slams             |
| Eindejaarstoernooi      |
| ATP Super 9             |
| ATP Championship Series |
| ATP World Series        |
| Toernooien voor teams   |

### Codering
De codering voor het aantal deelnemers.
128S/128Q/64D/32X
- 128 deelnemers aan het hoofdtoernooi enkelspel (S)
- 128 deelnemers aan het kwalificatietoernooi enkelspel (Q)
- 64 koppels in het dubbelspel (D)
- 32 koppels in het gemengd dubbelspel (X)

Alle toernooien worden in principe buiten gespeeld, tenzij anders vermeld.
RR = groepswedstrijden, (i) = indoor

## Speelschema

### Januari
| Week van              | Toernooi | Winnaar(s)                                | Finalist(en)                                  | Uitslag finale             | Details |
| --------------------- | --- | ----------------------------------------- | --------------------------------------------- | -------------------------- | ------- |
| 26 december           | Hopman Cup Perth, Australië ITF gemengd teamcompetitie hardcourt (i) - 8 teams RR                             | Spanje – Emilio Sánchez – Arantxa Sánchez | Verenigde Staten – John McEnroe – Pam Shriver | 2-1                        | details |
| 1 januari             | Australian Men's Hardcourt Championships Adelaide, Australië ATP World Series $ 125.500 - hardcourt - 32S/16D | Thomas Muster                             | Jimmy Arias                                   | 3-6, 6-2, 7-5              | details |
| 1 januari             | Australian Men's Hardcourt Championships Adelaide, Australië ATP World Series $ 125.500 - hardcourt - 32S/16D | Andrew Castle Nduka Odizor                | Alexander Mronz Michiel Schapers              | 7-6, 6-2                   | details |
| 1 januari             | BP National Championships Wellington, Nieuw-Zeeland ATP World Series $ 125.500 - hardcourt - 32S/16D          | Emilio Sánchez                            | Richey Reneberg                               | 6-7(3), 6-4, 4-6, 6-4, 6-1 | details |
| 1 januari             | BP National Championships Wellington, Nieuw-Zeeland ATP World Series $ 125.500 - hardcourt - 32S/16D          | Kelly Evernden Nicolas Pereira            | Sergio Casal Emilio Sánchez                   | 6-4, 7-6                   | details |
| 8 januari             | Benson and Hedges Open Auckland, Nieuw-Zeeland ATP World Series $ 125.000 - hardcourt - 32S/16D               | Scott Davis                               | Andrej Tsjesnokov                             | 4-6, 6-3, 6-3              | details |
| 8 januari             | Benson and Hedges Open Auckland, Nieuw-Zeeland ATP World Series $ 125.000 - hardcourt - 32S/16D               | Kelly Jones Robert Van't Hof              | Gilad Bloom Paul Haarhuis                     | 7-6, 6-0                   | details |
| 8 januari             | Holden New South Wales Open Sydney, Australië ATP World Series $ 150.000 - hardcourt - 32S/16D                | Yannick Noah                              | Carl-Uwe Steeb                                | 5-7, 6-3, 6-4              | details |
| 8 januari             | Holden New South Wales Open Sydney, Australië ATP World Series $ 150.000 - hardcourt - 32S/16D                | Pat Cash Mark Kratzmann                   | Pieter Aldrich Danie Visser                   | 6-4, 7-5                   | details |
| 15 januari 22 januari | Australian Open Melbourne, Australië Grand Slam $ 1.462.000 - hardcourt 128S/128Q/64D/32X                     | Ivan Lendl                                | Stefan Edberg                                 | 4-6, 7-6(3), 5-2, opgave   | details |
| 15 januari 22 januari | Australian Open Melbourne, Australië Grand Slam $ 1.462.000 - hardcourt 128S/128Q/64D/32X                     | Pieter Aldrich Danie Visser               | Grant Connell Glenn Michibata                 | 6-4, 4-6, 6-1, 6-4         | details |
| 15 januari 22 januari | Australian Open Melbourne, Australië Grand Slam $ 1.462.000 - hardcourt 128S/128Q/64D/32X                     | Natallja Zverava Jim Pugh                 | Zina Garrison Rick Leach                      | 4-6, 6-2, 6-3              | details |

### Februari
| Week van              | Toernooi | Winnaar(s)                          | Finalist(en)                      | Uitslag finale      | Details |
| --------------------- | --- | ----------------------------------- | --------------------------------- | ------------------- | ------- |
| 2 februari 4 februari | Davis Cup (1e ronde)                                                                                             |                                     |                                   |                     | details |
| 5 februari            | Stella Artois Indoor Milaan, Italië ATP World Series $ 540.000 - tapijt (i) - 32S/16D                            | Ivan Lendl                          | Tim Mayotte                       | 6-3, 6-2            | details |
| 5 februari            | Stella Artois Indoor Milaan, Italië ATP World Series $ 540.000 - tapijt (i) - 32S/16D                            | Omar Camporese Diego Nargiso        | Tom Nijssen Udo Riglewski         | 6-4, 6-4            | details |
| 5 februari            | Pacific Coast Championships San Francisco, Verenigde Staten ATP World Series $ 225.000 - hardcourt (i) - 32S/16D | Andre Agassi                        | Todd Witsken                      | 6-1, 6-3            | details |
| 5 februari            | Pacific Coast Championships San Francisco, Verenigde Staten ATP World Series $ 225.000 - hardcourt (i) - 32S/16D | Kelly Jones Robert Van't Hof        | Glenn Layendecker Richey Reneberg | 2-6, 7-6, 6-3       | details |
| 5 februari            | Guarujá Open Guarujá, Brazilië ATP World Series $ 125.000 - hardcourt - 32S/16D                                  | Martín Jaite                        | Luiz Mattar                       | 3-6, 6-4, 6-3       | details |
| 5 februari            | Guarujá Open Guarujá, Brazilië ATP World Series $ 125.000 - hardcourt - 32S/16D                                  | Javier Frana Gustavo Luza           | Luiz Mattar Cássio Motta          | 7-6, 7-6            | details |
| 12 februari           | SkyDome World Tennis Tournament Toronto, Canada ATP Championship Series $ 1.005.000 - tapijt (i) - 56S/28D       | Ivan Lendl                          | Tim Mayotte                       | 6-3, 6-0            | details |
| 12 februari           | SkyDome World Tennis Tournament Toronto, Canada ATP Championship Series $ 1.005.000 - tapijt (i) - 56S/28D       | Patrick Galbraith David Macpherson  | Neil Broad Kevin Curren           | 2–6, 6–4, 6–3       | details |
| 12 februari           | Brussels Indoor Brussel, België ATP Championship Series $ 465.000 - tapijt (i) - 32S/16D                         | Boris Becker                        | Carl-Uwe Steeb                    | 7-5, 6-2, 6-2       | details |
| 12 februari           | Brussels Indoor Brussel, België ATP Championship Series $ 465.000 - tapijt (i) - 32S/16D                         | Emilio Sánchez Slobodan Živojinovic | Goran Ivanišević Balázs Taróczy   | 7-5, 6-3            | details |
| 19 februari           | Ebel U.S. Pro Indoor Philadelphia, Verenigde Staten ATP Championship Series $ 825.000 - tapijt (i) - 48S/24D     | Pete Sampras                        | Andrés Gómez                      | 7-6(4), 7-5, 6-2    | details |
| 19 februari           | Ebel U.S. Pro Indoor Philadelphia, Verenigde Staten ATP Championship Series $ 825.000 - tapijt (i) - 48S/24D     | Rick Leach Jim Pugh                 | Grant Connell Glenn Michibata     | 3-6, 6-4, 6-2       | details |
| 19 februari           | Eurocard Open Stuttgart, Duitsland ATP Championship Series $ 825.000 - tapijt (i) - 32S/16D                      | Boris Becker                        | Ivan Lendl                        | 6-2, 6-2            | details |
| 19 februari           | Eurocard Open Stuttgart, Duitsland ATP Championship Series $ 825.000 - tapijt (i) - 32S/16D                      | Guy Forget Jakob Hlasek             | Michael Mortensen Tom Nijssen     | 6-3, 6-2            | details |
| 26 februari           | Volvo U.S. National Indoor Memphis, Verenigde Staten ATP World Series $ 225.000 - hardcourt (i) - 48S/24D        | Michael Stich                       | Wally Masur                       | 6-7(5), 6-4, 7-6(1) | details |
| 26 februari           | Volvo U.S. National Indoor Memphis, Verenigde Staten ATP World Series $ 225.000 - hardcourt (i) - 48S/24D        | Darren Cahill Mark Kratzmann        | Udo Riglewski Michael Stich       | 7-5, 6-2            | details |
| 26 februari           | ABN AMRO World Tennis Tournament Rotterdam, Nederland ATP World Series $ 450.000 - tapijt (i) - 32S/16D          | Brad Gilbert                        | Jonas Svensson                    | 6-1, 6-3            | details |
| 26 februari           | ABN AMRO World Tennis Tournament Rotterdam, Nederland ATP World Series $ 450.000 - tapijt (i) - 32S/16D          | Leonardo Lavalle Jorge Lozano       | Diego Nargiso Nicolas Pereira     | 6-3, 7-6            | details |

### Maart
| Week van         | Toernooi                                                                                          | Winnaar(s)                 | Finalist(en)                  | Uitslag finale           | Details |
| ---------------- | ------------------------------------------------------------------------------------------------- | -------------------------- | ----------------------------- | ------------------------ | ------- |
| 5 maart          | Newsweek Champions Cup Indian Wells, Verenigde Staten ATP Super 9 $ 750.000 - hardcourt - 56S/28D | Stefan Edberg              | Andre Agassi                  | 6-4, 5-7, 7-6(1), 7-6(6) | details |
| 5 maart          | Newsweek Champions Cup Indian Wells, Verenigde Staten ATP Super 9 $ 750.000 - hardcourt - 56S/28D | Boris Becker Guy Forget    | Jim Grabb Patrick McEnroe     | 4-6, 6-4, 6-3            | details |
| 5 maart          | Grand Prix Hassan II Casablanca, Marokko ATP World Series $ 125.000 - gravel - 32S/16D            | Thomas Muster              | Guillermo Pérez Roldán        | 6-1, 6-7(6), 6-2         | details |
| 5 maart          | Grand Prix Hassan II Casablanca, Marokko ATP World Series $ 125.000 - gravel - 32S/16D            | Todd Woodbridge Simon Youl | Paul Haarhuis Mark Koevermans | 6-3, 6-1                 | details |
| 12 maart         | Lipton Championships Key Biscayne, Verenigde Staten ATP Super 9 $ 1.200.000 - hardcourt - 96S/48D | Andre Agassi               | Stefan Edberg                 | 6-1, 6-4, 0-6, 6-2       | details |
| 12 maart         | Lipton Championships Key Biscayne, Verenigde Staten ATP Super 9 $ 1.200.000 - hardcourt - 96S/48D | Rick Leach Jim Pugh        | Boris Becker Cássio Motta     | 6-4, 3-6, 6-3            | details |
| 30 maart 1 april | Davis Cup (kwartfinale)                                                                           |                            |                               |                          | details |

### April
| Week van | Toernooi | Winnaar(s)                         | Finalist(en)                      | Uitslag finale             | Details |
| -------- | --- | ---------------------------------- | --------------------------------- | -------------------------- | ------- |
| 2 april  | Estoril Open Estoril, Portugal ATP World Series $ 225.000 - gravel - 32S/16D                                   | Emilio Sánchez                     | Franco Davín                      | 6-3, 6-1                   | details |
| 2 april  | Estoril Open Estoril, Portugal ATP World Series $ 225.000 - gravel - 32S/16D                                   | Sergio Casal Emilio Sánchez        | Omar Camporese Paolo Canè         | 7-5, 4-6, 7-5              | details |
| 2 april  | Prudential-Bache Securities Classic Orlando, Verenigde Staten ATP World Series $ 225.000 - hardcourt - 32S/16D | Brad Gilbert                       | Christo van Rensburg              | 6-2, 6-1                   | details |
| 2 april  | Prudential-Bache Securities Classic Orlando, Verenigde Staten ATP World Series $ 225.000 - hardcourt - 32S/16D | Scott Davis David Pate             | Alfonso Mora Brian Page           | 6-3, 7-5                   | details |
| 2 april  | Banespa Open Rio de Janeiro, Brazilië ATP World Series $ 225.000 - tapijt - 32S/16D                            | Luiz Mattar                        | Andrew Sznajder                   | 6-4, 6-4                   | details |
| 2 april  | Banespa Open Rio de Janeiro, Brazilië ATP World Series $ 225.000 - tapijt - 32S/16D                            | Brian Garrow Sven Salumaa          | Nelson Aerts Fernando Roese       | 7-5, 6-3                   | details |
| 9 april  | Japan Open Tokio, Japan ATP Championship Series $ 825.000 - hardcourt - 56S/28D                                | Stefan Edberg                      | Aaron Krickstein                  | 6-4, 7-5                   | details |
| 9 april  | Japan Open Tokio, Japan ATP Championship Series $ 825.000 - hardcourt - 56S/28D                                | Mark Kratzmann Wally Masur         | Kent Kinnear Brad Pearce          | 3-6, 6-3, 6-4              | details |
| 9 april  | Torneo Godó Barcelona, Spanje ATP Championship Series $ 375.000 - gravel - 56S/28D                             | Andrés Gómez                       | Guillermo Pérez Roldán            | 6-0, 7-6(3), 3-6, 0-6, 6-2 | details |
| 9 april  | Torneo Godó Barcelona, Spanje ATP Championship Series $ 375.000 - gravel - 56S/28D                             | Andrés Gómez Javier Sánchez        | Sergio Casal Emilio Sánchez       | 7-5, 7-6                   | details |
| 16 april | Philips Open Nice, Frankrijk ATP World Series $ 225.000 - gravel - 32S/16D                                     | Juan Aguilera                      | Guy Forget                        | 2-6, 6-3, 6-4              | details |
| 16 april | Philips Open Nice, Frankrijk ATP World Series $ 225.000 - gravel - 32S/16D                                     | Alberto Mancini Yannick Noah       | Marcelo Filippini Horst Skoff     | 6-4, 7-6                   | details |
| 16 april | Seoul Open Seoul, Zuid-Korea ATP World Series $ 140.000 - hardcourt - 32S/16D                                  | Alex Antonitsch                    | Pat Cash                          | 7-6(2), 6-3                | details |
| 16 april | Seoul Open Seoul, Zuid-Korea ATP World Series $ 140.000 - hardcourt - 32S/16D                                  | Grant Connell Glenn Michibata      | Jason Stoltenberg Todd Woodbridge | 7-6, 6-4                   | details |
| 23 april | Hong Kong Open Hongkong, Hongkong ATP World Series $ 185.000 - hardcourt - 32S/16D                             | Pat Cash                           | Alex Antonitsch                   | 6-3, 6-4                   | details |
| 23 april | Hong Kong Open Hongkong, Hongkong ATP World Series $ 185.000 - hardcourt - 32S/16D                             | Pat Cash Wally Masur               | Kevin Curren Joey Rive            | 6-3, 6-3                   | details |
| 23 april | Monte Carlo Masters Monte Carlo, Monaco ATP Super 9 $ 750.000 - gravel - 56S/28D                               | Andrej Tsjesnokov                  | Thomas Muster                     | 7-5, 6-3, 6-3              | details |
| 23 april | Monte Carlo Masters Monte Carlo, Monaco ATP Super 9 $ 750.000 - gravel - 56S/28D                               | Petr Korda Tomáš Šmíd              | Andrés Gómez Javier Sánchez       | 6–4, 7–6                   | details |
| 30 april | Singapore Open Singapore, Singapore ATP World Series $ 225.000 - hardcourt - 32S/16D                           | Kelly Jones                        | Richard Fromberg                  | 6-4, 2-6, 7-6(4)           | details |
| 30 april | Singapore Open Singapore, Singapore ATP World Series $ 225.000 - hardcourt - 32S/16D                           | Mark Kratzmann Jason Stoltenberg   | Brad Drewett Todd Woodbridge      | 6-1, 6-0                   | details |
| 30 april | BMW Open München, Duitsland ATP World Series $ 225.000 - gravel - 32S/16D                                      | Karel Nováček                      | Thomas Muster                     | 6-4, 6-2                   | details |
| 30 april | BMW Open München, Duitsland ATP World Series $ 225.000 - gravel - 32S/16D                                      | Udo Riglewski Michael Stich        | Petr Korda Tomáš Šmíd             | 6-1, 6-4                   | details |
| 30 april | Madrid Tennis Grand Prix Madrid, Spanje ATP World Series $ 279.000 - gravel - 32S/16D                          | Andrés Gómez                       | Marc Rosset                       | 6-3, 7-6                   | details |
| 30 april | Madrid Tennis Grand Prix Madrid, Spanje ATP World Series $ 279.000 - gravel - 32S/16D                          | Juan Carlos Baguena Omar Camporese | Andrés Gómez Javier Sánchez       | 6-4, 3-6, 6-3              | details |

### Mei
| Week van      | Toernooi | Winnaar(s)                           | Finalist(en)                       | Uitslag finale     | Details |
| ------------- | --- | ------------------------------------ | ---------------------------------- | ------------------ | ------- |
| 7 mei         | German Open Hamburg, Duitsland ATP Super 9 $ 750.000 - gravel - 56S/28D                                           | Juan Aguilera                        | Boris Becker                       | 6-1, 6-0, 7-6(7)   | details |
| 7 mei         | German Open Hamburg, Duitsland ATP Super 9 $ 750.000 - gravel - 56S/28D                                           | Sergi Bruguera Jim Courier           | Udo Riglewski Michael Stich        | 7-6, 6-2           | details |
| 7 mei         | U.S. Men's Clay Court Championships Kiawah Island, Verenigde Staten ATP World Series $ 197.000 - gravel - 32S/16D | David Wheaton                        | Mark Kaplan                        | 6-4, 6-4           | details |
| 7 mei         | U.S. Men's Clay Court Championships Kiawah Island, Verenigde Staten ATP World Series $ 197.000 - gravel - 32S/16D | Scott Davis David Pate               | Jim Grabb Leonardo Lavalle         | 6-2, 6-3           | details |
| 14 mei        | Internazionali d'Italia Rome, Italië ATP Super 9 $ 1.005.000 - gravel - 64S/32D                                   | Thomas Muster                        | Andrej Tsjesnokov                  | 6-1, 6-3, 6-1      | details |
| 14 mei        | Internazionali d'Italia Rome, Italië ATP Super 9 $ 1.005.000 - gravel - 64S/32D                                   | Sergio Casal Emilio Sánchez          | Jim Courier Martin Davis           | 7-6, 7-5           | details |
| 14 mei        | Yugoslav Open Umag, Kroatië ATP World Series $ 147.000 - gravel - 32S/16D                                         | Goran Prpić                          | Goran Ivanišević                   | 6-3, 4-6, 6-4      | details |
| 14 mei        | Yugoslav Open Umag, Kroatië ATP World Series $ 147.000 - gravel - 32S/16D                                         | Vojtech Flegl Daniel Vacek           | Andrej Tsjerkasov Andrej Olchovski | 6-4, 6-4           | details |
| 21 mei        | Peugeot World Team Cup Düsseldorf, Duitsland ATP World Team Championship $ 900.000 - gravel - 8 teams (RR)        | Joegoslavië                          | Verenigde Staten                   | 3-0                | details |
| 21 mei        | Bologna Outdoor Bologna, Italië ATP World Series $ 225.000 - gravel - 32S/16D                                     | Richard Fromberg                     | Marc Rosset                        | 4-6, 6-4, 7-6(5)   | details |
| 21 mei        | Bologna Outdoor Bologna, Italië ATP World Series $ 225.000 - gravel - 32S/16D                                     | Gustavo Luza Udo Riglewski           | Jérôme Potier Jim Pugh             | 7-6, 4-6, 6-1      | details |
| 28 mei 4 juni | Roland Garros Parijs, Frankrijk Grand Slam $ 2.700.000 - gravel 128S/128Q/64D/48X                                 | Andrés Gómez                         | Andre Agassi                       | 6-3, 2-6, 6-4, 6-4 | details |
| 28 mei 4 juni | Roland Garros Parijs, Frankrijk Grand Slam $ 2.700.000 - gravel 128S/128Q/64D/48X                                 | Sergio Casal Emilio Sánchez          | Goran Ivanišević Petr Korda        | 7-5, 6-3           | details |
| 28 mei 4 juni | Roland Garros Parijs, Frankrijk Grand Slam $ 2.700.000 - gravel 128S/128Q/64D/48X                                 | Arantxa Sánchez Vicario Jorge Lozano | Nicole Provis Danie Visser         | 7-6(5), 7-6(8)     | details |

### Juni
| Week van       | Toernooi                                                                                                  | Winnaar(s)                        | Finalist(en)                        | Uitslag finale          | Details |
| -------------- | --- | --------------------------------- | ----------------------------------- | ----------------------- | ------- |
| 11 juni        | Stella Artois Championships Londen, Verenigd Koninkrijk ATP World Series $ 450.000 - gras - 56S/28D       | Ivan Lendl                        | Boris Becker                        | 6-3, 6-2                | details |
| 11 juni        | Stella Artois Championships Londen, Verenigd Koninkrijk ATP World Series $ 450.000 - gras - 56S/28D       | Jeremy Bates Kevin Curren         | Henri Leconte Ivan Lendl            | 6-2, 7-6                | details |
| 11 juni        | The Continental Grass Court Championships Rosmalen, Nederland ATP World Series $ 225.000 - gras - 32S/16D | Amos Mansdorf                     | Aleksandr Volkov                    | 6-3 7-6(3)              | details |
| 11 juni        | The Continental Grass Court Championships Rosmalen, Nederland ATP World Series $ 225.000 - gras - 32S/16D | Jakob Hlasek Michael Stich        | Jim Grabb Patrick McEnroe           | 7-6, 6-3                | details |
| 11 juni        | Torneo Internazionale Città di Firenze Florence, Italië ATP World Series $ 225.000 - gravel - 32S/16D     | Magnus Larsson                    | Lawson Duncan                       | 6-7, 7-5, 6-0           | details |
| 11 juni        | Torneo Internazionale Città di Firenze Florence, Italië ATP World Series $ 225.000 - gravel - 32S/16D     | Sergi Bruguera Horacio de la Peña | Luiz Mattar Diego Pérez             | 3-6, 6-3, 6-4           | details |
| 18 juni        | Manchester Open Manchester, Verenigd Koninkrijk ATP World Series $ 225.000 - gras - 32S/16D               | Pete Sampras                      | Gilad Bloom                         | 7-6(9), 7-6(3)          | details |
| 18 juni        | Manchester Open Manchester, Verenigd Koninkrijk ATP World Series $ 225.000 - gras - 32S/16D               | Mark Kratzmann Jason Stoltenberg  | Nick Brown Kelly Jones              | 6-3, 2-6, 6-4           | details |
| 18 juni        | Hypo Group Tennis International Genua, Italië ATP World Series $ 225.000 - gravel - 32S/16D               | Ronald Agénor                     | Tarik Benhabilès                    | 3-6, 6-4, 6-3           | details |
| 18 juni        | Hypo Group Tennis International Genua, Italië ATP World Series $ 225.000 - gravel - 32S/16D               | Tomás Carbonell Udo Riglewski     | Cristiano Caratti Federico Mordegan | 7-6, 7-6                | details |
| 25 juni 2 juli | Wimbledon Londen, Verenigd Koninkrijk Grand Slam £ 3.819.730 - gras 128S/128Q/64D/16Q/64X                 | Stefan Edberg                     | Boris Becker                        | 6-2, 6-2, 3-6, 3-6, 6-4 | details |
| 25 juni 2 juli | Wimbledon Londen, Verenigd Koninkrijk Grand Slam £ 3.819.730 - gras 128S/128Q/64D/16Q/64X                 | Rick Leach Jim Pugh               | Pieter Aldrich Danie Visser         | 7-6(5), 7-6(4), 7-6(5)  | details |
| 25 juni 2 juli | Wimbledon Londen, Verenigd Koninkrijk Grand Slam £ 3.819.730 - gras 128S/128Q/64D/16Q/64X                 | Zina Garrison Rick Leach          | Elizabeth Smylie John Fitzgerald    | 7-5, 6-2                | details |

### Juli
| Week van | Toernooi | Winnaar(s)                      | Finalist(en)                  | Uitslag finale           | Details |
| -------- | --- | ------------------------------- | ----------------------------- | ------------------------ | ------- |
| 9 juli   | Volvo Hall of Fame Tennis Championships Newport, Verenigde Staten ATP World Series $ 150.000 - gras - 32S/16D | Pieter Aldrich                  | Darren Cahill                 | 7-6, 1-6, 6-1            | details |
| 9 juli   | Volvo Hall of Fame Tennis Championships Newport, Verenigde Staten ATP World Series $ 150.000 - gras - 32S/16D | Darren Cahill Mark Kratzmann    | Todd Nelson Bryan Shelton     | 7-6, 6-2                 | details |
| 9 juli   | Swedish Open Båstad, Zweden ATP World Series $ 225.000 - gravel - 32S/16D                                     | Richard Fromberg                | Magnus Larsson                | 6-2, 7-6(5)              | details |
| 9 juli   | Swedish Open Båstad, Zweden ATP World Series $ 225.000 - gravel - 32S/16D                                     | Ronnie Båthman Rikard Bergh     | Jan Gunnarsson Udo Riglewski  | 6-1, 6-4                 | details |
| 9 juli   | Swiss Open Gstaad, Zwitserland ATP World Series $ 275.000 - gravel - 32S/16D                                  | Martín Jaite                    | Sergi Bruguera                | 6-3, 6-7(5), 6-2, 6-2    | details |
| 9 juli   | Swiss Open Gstaad, Zwitserland ATP World Series $ 275.000 - gravel - 32S/16D                                  | Sergio Casal Emilio Sánchez     | Omar Camporese Javier Sánchez | 6-3, 3-6, 7-5            | details |
| 16 juli  | Mercedes Cup Stuttgart, Duitsland ATP Championship Series $ 825.000 - gravel - 48S/24D                        | Goran Ivanišević                | Guillermo Pérez Roldán        | 6-7(7), 6-1, 6-4, 7-6(5) | details |
| 16 juli  | Mercedes Cup Stuttgart, Duitsland ATP Championship Series $ 825.000 - gravel - 48S/24D                        | Pieter Aldrich Danie Visser     | Per Henricsson Nicklas Utgren | 6-3, 6-4                 | details |
| 16 juli  | Sovran Bank Classic Washington, Verenigde Staten ATP Championship Series $ 420.000 - hardcourt - 56S/28D      | Andre Agassi                    | Jim Grabb                     | 6-1, 6-4                 | details |
| 16 juli  | Sovran Bank Classic Washington, Verenigde Staten ATP Championship Series $ 420.000 - hardcourt - 56S/28D      | Grant Connell Glenn Michibata   | Jorge Lozano Todd Witsken     | 6-3, 6-7, 6-2            | details |
| 23 juli  | Dutch Open Hilversum, Nederland ATP World Series $ 215.000 - gravel - 32S/16D                                 | Francisco Clavet                | Eduardo Masso                 | 3-6, 6-4, 6-2, 6-0       | details |
| 23 juli  | Dutch Open Hilversum, Nederland ATP World Series $ 215.000 - gravel - 32S/16D                                 | Sergio Casal Emilio Sánchez     | Paul Haarhuis Mark Koevermans | 7-5, 7-5                 | details |
| 23 juli  | Canadian Open Toronto, Canada ATP Super 9 $ 930.000 - hardcourt - 56S/28D                                     | Michael Chang                   | Jay Berger                    | 4-6, 6-3, 7-6(2)         | details |
| 23 juli  | Canadian Open Toronto, Canada ATP Super 9 $ 930.000 - hardcourt - 56S/28D                                     | Paul Annacone David Wheaton     | Broderick Dyke Peter Lundgren | 6-1, 7-6                 | details |
| 30 juli  | Austrian Open Kitzbühel, Oostenrijk ATP World Series $ 337.500 - gravel - 48S/24D                             | Horacio de la Peña              | Karel Nováček                 | 6-4, 7-6(4), 2-6, 6-2    | details |
| 30 juli  | Austrian Open Kitzbühel, Oostenrijk ATP World Series $ 337.500 - gravel - 48S/24D                             | Javier Sánchez Éric Winogradsky | Francisco Clavet Horst Skoff  | 7-6, 6-2                 | details |
| 30 juli  | San Remo Open San Remo, Italië ATP World Series $ 225.000 - gravel - 32S/16D                                  | Jordi Arrese                    | Juan Aguilera                 | 6-2, 6-2                 | details |
| 30 juli  | San Remo Open San Remo, Italië ATP World Series $ 225.000 - gravel - 32S/16D                                  | Mihnea-Ion Năstase Goran Prpić  | Fredrik Nilsson               | 3-6, 7-6, 6-3            | details |
| 30 juli  | Los Angeles Open Los Angeles, Verenigde Staten ATP World Series $ 225.000 - hardcourt - 32S/16D               | Stefan Edberg                   | Michael Chang                 | 7-6(4), 2-6, 7-6(3)      | details |
| 30 juli  | Los Angeles Open Los Angeles, Verenigde Staten ATP World Series $ 225.000 - hardcourt - 32S/16D               | Scott Davis David Pate          | Peter Lundgren Paul Wekesa    | 3-6, 6-1, 6-3            | details |

### Augustus
| Week van                | Toernooi | Winnaar(s)                       | Finalist(en)                        | Uitslag finale | Details |
| ----------------------- | --- | -------------------------------- | ----------------------------------- | -------------- | ------- |
| 6 augustus              | Skoda Czech Open Praag, Tsjecho-Slowakije ATP World Series $ 148.400 - gravel - 32S/16D                     | Jordi Arrese                     | Nicklas Kulti                       | 7-6(3), 7-6(6) | details |
| 6 augustus              | Skoda Czech Open Praag, Tsjecho-Slowakije ATP World Series $ 148.400 - gravel - 32S/16D                     | Vojtech Flegl Daniel Vacek       | George Cosac Florin Segărceanu      | 5-7, 6-4, 6-3  | details |
| 6 augustus              | Thriftway ATP Championships Cincinnati, Verenigde Staten ATP Super 9 $ 1.020.000 - hardcourt - 56S/28D      | Stefan Edberg                    | Brad Gilbert                        | 6-1, 6-1       | details |
| 6 augustus              | Thriftway ATP Championships Cincinnati, Verenigde Staten ATP Super 9 $ 1.020.000 - hardcourt - 56S/28D      | Darren Cahill Mark Kratzmann     | Neil Broad Gary Muller              | 7-6, 6-2       | details |
| 13 augustus             | RCA Championships Indianapolis, Verenigde Staten ATP Championship Series $ 825.000 - hardcourt - 56S/28D    | Boris Becker                     | Peter Lundgren                      | 6-3, 6-4       | details |
| 13 augustus             | RCA Championships Indianapolis, Verenigde Staten ATP Championship Series $ 825.000 - hardcourt - 56S/28D    | Scott Davis David Pate           | Grant Connell Glenn Michibata       | 7-6, 7-6       | details |
| 13 augustus             | Volvo International New Haven, Verenigde Staten ATP Championship Series $ 825.000 - hardcourt - 56S/28D     | Derrick Rostagno                 | Todd Woodbridge                     | 6-3, 6-3       | details |
| 13 augustus             | Volvo International New Haven, Verenigde Staten ATP Championship Series $ 825.000 - hardcourt - 56S/28D     | Jimmy Brown Scott Melville       | Goran Ivanišević Petr Korda         | 2-6, 7-5, 6-0  | details |
| 20 augustus             | Waldbaum's Hamlet Cup Long Island, Verenigde Staten ATP World Series $ 225.000 - hardcourt - 28S/16D        | Stefan Edberg                    | Goran Ivanišević                    | 7-6(3), 6-3    | details |
| 20 augustus             | Waldbaum's Hamlet Cup Long Island, Verenigde Staten ATP World Series $ 225.000 - hardcourt - 28S/16D        | Guy Forget Jakob Hlasek          | Udo Riglewski Michael Stich         | 2-6, 6-3, 6-4  | details |
| 20 augustus             | OTB International Schenectady, Verenigde Staten ATP World Series $ 125.000 - hardcourt - 28S/16D            | Ramesh Krishnan                  | Kelly Evernden                      | 6-1, 6-1       | details |
| 20 augustus             | OTB International Schenectady, Verenigde Staten ATP World Series $ 125.000 - hardcourt - 28S/16D            | Richard Fromberg Brad Pearce     | Brian Garrow Sven Salumaa           | 6-2, 3-6, 7-6  | details |
| 20 augustus             | Internazionali di Tennis di San Marino San Marino, San Marino ATP World Series $ 125.000 - gravel - 32S/16D | Guillermo Pérez Roldán           | Omar Camporese                      | 6-3, 6-3       | details |
| 20 augustus             | Internazionali di Tennis di San Marino San Marino, San Marino ATP World Series $ 125.000 - gravel - 32S/16D | Vojtech Flegl Daniel Vacek       | Jordi Burillo Marcos Aurelio Gorriz | 6-1, 4-6, 7-6  | details |
| 27 augustus 3 september | US Open New York, Verenigde Staten Grand Slam $ 2.554.250 - hardcourt 128S/128Q/64D/16Q/32X                 | Pete Sampras                     | Andre Agassi                        | 6-4, 6-3, 6-2  | details |
| 27 augustus 3 september | US Open New York, Verenigde Staten Grand Slam $ 2.554.250 - hardcourt 128S/128Q/64D/16Q/32X                 | Pieter Aldrich Danie Visser      | Paul Annacone David Wheaton         | 6-2, 7-6, 6-2  | details |
| 27 augustus 3 september | US Open New York, Verenigde Staten Grand Slam $ 2.554.250 - hardcourt 128S/128Q/64D/16Q/32X                 | Elizabeth Smylie Todd Woodbridge | Natallja Zverava Jim Pugh           | 6-4, 6-2       | details |

### September
| Week van                  | Toernooi                                                                                           | Winnaar(s)                         | Finalist(en)                    | Uitslag finale                | Details |
| ------------------------- | -------------------------------------------------------------------------------------------------- | ---------------------------------- | ------------------------------- | ----------------------------- | ------- |
| 10 september              | Grand Prix Passing Shot Bordeaux, Frankrijk ATP World Series $ 270.000 - gravel - 32S/16D          | Guy Forget                         | Goran Ivanišević                | 6-4, 6-3                      | details |
| 10 september              | Grand Prix Passing Shot Bordeaux, Frankrijk ATP World Series $ 270.000 - gravel - 32S/16D          | Tomás Carbonell Libor Pimek        | Mansour Bahrami Yannick Noah    | 6-3, 6-7, 6-2                 | details |
| 10 september              | Geneva Open Genève, Zwitserland ATP World Series $ 225.000 - gravel - 32S/16D                      | Horst Skoff                        | Sergi Bruguera                  | 7-6(8), 7-6(4)                | details |
| 10 september              | Geneva Open Genève, Zwitserland ATP World Series $ 225.000 - gravel - 32S/16D                      | Pablo Albano David Engel           | Neil Borwick David Lewis        | 6-3, 7-6                      | details |
| 21 september 23 september | Davis Cup (halve finale)                                                                           |                                    |                                 |                               | details |
| 24 september              | Davidoff Swiss Indoors Bazel, Zwitserland ATP World Series $ 450.000 - hardcourt (i) - 32S/16D     | John McEnroe                       | Goran Ivanišević                | 6-7(7), 4-6, 7-6(3), 6-3, 6-4 | details |
| 24 september              | Davidoff Swiss Indoors Bazel, Zwitserland ATP World Series $ 450.000 - hardcourt (i) - 32S/16D     | Stefan Kruger Christo van Rensburg | Neil Broad Gary Muller          | 4-6, 7-6, 6-3                 | details |
| 24 september              | Campionati Internazionali di Sicilia Palermo, Italië ATP World Series $ 270.000 - gravel - 32S/16D | Franco Davín                       | Juan Aguilera                   | 6-1, 6-1                      | details |
| 24 september              | Campionati Internazionali di Sicilia Palermo, Italië ATP World Series $ 270.000 - gravel - 32S/16D | Sergio Casal Emilio Sánchez        | Carlos Costa Horacio de la Peña | 6-3, 6-4                      | details |
| 24 september              | Queensland Open Brisbane, Australië ATP World Series $ 225.000 - hardcourt (i)- 32S/16D            | Brad Gilbert                       | Aaron Krickstein                | 6-3, 6-1                      | details |
| 24 september              | Queensland Open Brisbane, Australië ATP World Series $ 225.000 - hardcourt (i)- 32S/16D            | Jason Stoltenberg Todd Woodbridge  | Brian Garrow Mark Woodforde     | 2-6, 6-4, 6-4                 | details |

### Oktober
| Week van   | Toernooi | Winnaar(s)                        | Finalist(en)                       | Uitslag finale   | Details |
| ---------- | --- | --------------------------------- | ---------------------------------- | ---------------- | ------- |
| 1 oktober  | Athens International Athene, Griekenland ATP World Series $ 125.000 - gravel - 32S/16D                              | Mark Koevermans                   | Franco Davín                       | 5-7, 6-4, 6-1    | details |
| 1 oktober  | Athens International Athene, Griekenland ATP World Series $ 125.000 - gravel - 32S/16D                              | Sergio Casal Javier Sánchez       | Tom Kempers Richard Krajicek       | 6-4, 6-3         | details |
| 1 oktober  | Grand Prix de Tennis de Toulouse Toulouse, Frankrijk ATP World Series $ 260.000 - hardcourt (i)- 32S/16D            | Jonas Svensson                    | Fabrice Santoro                    | 7-6(5), 6-2      | details |
| 1 oktober  | Grand Prix de Tennis de Toulouse Toulouse, Frankrijk ATP World Series $ 260.000 - hardcourt (i)- 32S/16D            | Neil Broad Gary Muller            | Michael Mortensen Michiel Schapers | 7-6, 6-4         | details |
| 1 oktober  | Australian Indoor Tennis Championship Sydney, Australië ATP Championship Series $ 750.000 - hardcourt (i) - 48S/24D | Boris Becker                      | Stefan Edberg                      | 7-6(4), 6-4, 6-4 | details |
| 1 oktober  | Australian Indoor Tennis Championship Sydney, Australië ATP Championship Series $ 750.000 - hardcourt (i) - 48S/24D | Broderick Dyke Peter Lundgren     | Stefan Edberg Ivan Lendl           | 6-2, 6-4         | details |
| 8 oktober  | Seiko Super Tennis Tokio, Japan ATP Championship Series $ 750.000 - tapijt (i) 48S/24D                              | Ivan Lendl                        | Boris Becker                       | 4-6, 6-3, 7-6(5) | details |
| 8 oktober  | Seiko Super Tennis Tokio, Japan ATP Championship Series $ 750.000 - tapijt (i) 48S/24D                              | Guy Forget Jakob Hlasek           | Scott Davis David Pate             | 7-6, 7-5         | details |
| 8 oktober  | Tel Aviv Open Tel Aviv, Israël ATP World Series $ 125.000 - hardcourt - 32S/16D                                     | Andrej Tsjesnokov                 | Amos Mansdorf                      | 6-4, 6-3         | details |
| 8 oktober  | Tel Aviv Open Tel Aviv, Israël ATP World Series $ 125.000 - hardcourt - 32S/16D                                     | Nduka Odizor Christo van Rensburg | Ronnie Båthman Rikard Bergh        | 6-3, 6-4         | details |
| 8 oktober  | European Indoor Championships Berlijn, Duitsland ATP World Series $ 260.000 - tapijt (i)- 32S/16D                   | Ronald Agénor                     | Aleksandr Volkov                   | 4-6, 6-4, 7-6(8) | details |
| 8 oktober  | European Indoor Championships Berlijn, Duitsland ATP World Series $ 260.000 - tapijt (i)- 32S/16D                   | Pieter Aldrich Danie Visser       | Kevin Curren Patrick Galbraith     | 7-6, 7-6         | details |
| 16 oktober | Grand Prix de Tennis de Lyon Lyon, Frankrijk ATP World Series $ 450.000 - tapijt (i)- 32S/16D                       | Marc Rosset                       | Mats Wilander                      | 6-3, 6-2         | details |
| 16 oktober | Grand Prix de Tennis de Lyon Lyon, Frankrijk ATP World Series $ 450.000 - tapijt (i)- 32S/16D                       | Patrick Galbraith Kelly Jones     | Jim Grabb David Pate               | 7-6, 6-4         | details |
| 16 oktober | Bank Austria Tennis Trophy Wenen, Oostenrijk ATP World Series $ 225.000 - tapijt (i) - 32S/16D                      | Anders Järryd                     | Horst Skoff                        | 6-3, 6-3, 6-1    | details |
| 16 oktober | Bank Austria Tennis Trophy Wenen, Oostenrijk ATP World Series $ 225.000 - tapijt (i) - 32S/16D                      | Udo Riglewski Michael Stich       | Jorge Lozano Todd Witsken          | 6-4, 6-4         | details |
| 22 oktober | Stockholm Open Stockholm, Zweden ATP Super 9 $ 840.000 - tapijt (i) - 48S/24D                                       | Boris Becker                      | Stefan Edberg                      | 6-4, 6-0, 6-3    | details |
| 22 oktober | Stockholm Open Stockholm, Zweden ATP Super 9 $ 840.000 - tapijt (i) - 48S/24D                                       | Guy Forget Jakob Hlasek           | John Fitzgerald Anders Järryd      | 6-4, 6-2         | details |
| 22 oktober | Banespa Open São Paulo, Brazilië ATP World Series $ 125.000 - tapijt - 32S/16D                                      | Robbie Weiss                      | Jaime Yzaga                        | 3-6, 7-6, 6-1    | details |
| 22 oktober | Banespa Open São Paulo, Brazilië ATP World Series $ 125.000 - tapijt - 32S/16D                                      | Shelby Cannon Alfonso Mora        | Mark Koevermans Luiz Mattar        | 6-7, 6-3, 7-6    | details |
| 29 oktober | Paris Open Parijs, Frankrijk ATP Super 9 $ 1.650.000 - tapijt (i) - 48S/24D                                         | Stefan Edberg                     | Boris Becker                       | 3-3, opgave      | details |
| 29 oktober | Paris Open Parijs, Frankrijk ATP Super 9 $ 1.650.000 - tapijt (i) - 48S/24D                                         | Scott Davis David Pate            | Darren Cahill Mark Kratzmann       | 5-7, 6-3, 6-4    | details |

### November
| Week van               | Toernooi | Winnaar(s)                       | Finalist(en)                          | Uitslag finale        | Details |
| ---------------------- | --- | -------------------------------- | ------------------------------------- | --------------------- | ------- |
| 5 november             | Citibank Open Itaparica, Brazilië ATP World Series $ 225.000 - hardcourt - 32S/16D                                  | Mats Wilander                    | Marcelo Filippini                     | 6-1, 6-2              | details |
| 5 november             | Citibank Open Itaparica, Brazilië ATP World Series $ 225.000 - hardcourt - 32S/16D                                  | Mauro Menezes Fernando Roese     | Tomás Carbonell Marcos Aurelio Gorriz | 7-6, 7-5              | details |
| 5 november             | Kremlin Cup Moskou, Sovjet-Unie ATP World Series $ 297.000 - tapijt (i) - 32S/16D                                   | Andrej Tsjerkasov                | Tim Mayotte                           | 6-2, 6-1              | details |
| 5 november             | Kremlin Cup Moskou, Sovjet-Unie ATP World Series $ 297.000 - tapijt (i) - 32S/16D                                   | Hendrik Jan Davids Paul Haarhuis | John Fitzgerald Anders Järryd         | 6-4, 7-6              | details |
| 5 november             | Benson & Hedges Championships Londen, Verenigd Koninkrijk ATP World Series $ 297.000 - tapijt (i) - 32S/16D         | Jakob Hlasek                     | Michael Chang                         | 7-6(7), 6-3           | details |
| 5 november             | Benson & Hedges Championships Londen, Verenigd Koninkrijk ATP World Series $ 297.000 - tapijt (i) - 32S/16D         | Jim Grabb Patrick McEnroe        | Rick Leach Jim Pugh                   | 7-6, 4-6, 6-3         | details |
| 12 november            | ATP Tour World Championships Frankfurt, Duitsland Eindejaarstoernooi $ 2.020.000 - tapijt (i) - 8S (RR)             | Andre Agassi                     | Stefan Edberg                         | 5-7, 7-6(5), 7-5, 6-2 | details |
| 19 november            | ATP Tour World Doubles Championships Sanctuary Cove, Australië Eindejaarstoernooi $ 1.000.000 - hardcourt - 8D (RR) | Guy Forget Jakob Hlasek          | Sergio Casal Emilio Sánchez           | 6-4, 7-6(5), 5-7, 6-4 | details |
| 30 november 2 december | Davis Cup (finale)                                                                                                  | Verenigde Staten                 | Australië                             | 3-2                   | details |

### December
| Week van    | Toernooi                                           | Winnaar(s)    | Finalist(en)  | Uitslag finale | Details       |
| ----------- | -------------------------------------------------- | ------------- | ------------- | -------------- | ------------- |
| 3 november  | Geen toernooi                                      | Geen toernooi | Geen toernooi | Geen toernooi  | Geen toernooi |
| 11 december | Grand Slam Cup München, Duitsland tapijt (i) - 16S | Pete Sampras  | Brad Gilbert  | 6-3, 6-4, 6-2  | details       |
| 17 december | Geen toernooi                                      | Geen toernooi | Geen toernooi | Geen toernooi  | Geen toernooi |

## Statistieken toernooien

### Toernooien per ondergrond
| ondergrond   | aantal | buiten/binnen | aantal |
| ------------ | ------ | ------------- | ------ |
| hardcourt    | 31     | buiten        | 24     |
| hardcourt    | 31     | binnen        | 7      |
| gravel       | 29     | buiten        | 29     |
| gravel       | 29     | binnen        | 0      |
| tapijt       | 18     | binnen        | 17     |
| tapijt       | 18     | buiten        | 1      |
| gras         | 5      | buiten        | 5      |
| Verschillend | 1      | Verschillend  | 1      |
| TOTAAL       | 84     |               |        |

### Best of five finales enkelspel
| categorie               | aantal |
| ----------------------- | ------ |
| grandslamtoernooien     | 4/4    |
| Eindejaarstoernooi      | 1/1    |
| ATP Super 9             | 7/9    |
| ATP Championship Series | 5/12   |
| ATP World Series        | 6/53   |
| World Team Cup          | 0/1    |
| ITF evenementen         | 2/3    |
| TOTAAL                  | 25/83  |